# Wang Chung
Wang Chung, auch Huang Chung, ist eine britische New-Wave- und Synthiepop-Band, die 1979 von Jack Hues und Nick Feldmann gegründet wurde. Darren Costin komplettierte das Trio.

## Karriere
Die Musiker hatten ihre größten Hits in den Vereinigten Staaten, während sie in ihrer Heimat weniger erfolgreich waren. 1983 waren sie noch unter dem Bandnamen Huang Chung in der BBC-Musiksendung The Old Grey Whistle Test zu Gast.
Wang Chungs bekannteste Songs sind Dance Hall Days (1984) und Everybody Have Fun Tonight (1986), worin regelmäßig die Abwandlung „Everybody Wang Chung Tonight“ zu hören ist. Dance Hall Days konnte sich im Frühling 1984 in den Top 10 in Deutschland und der Schweiz platzieren. Der Song City of Angels aus dem 1985er Album To Live and Die in L.A. war Vorlage für die Titelmelodie von stern TV. Everybody Have Fun Tonight und Let’s Go wurden Top-10-Hits in den Billboard Hot 100.
Am 31. Oktober 2010 wurde ihr Song Space Junk in der Pilotfolge der AMC-Serie The Walking Dead veröffentlicht (und ist auch in der Folge What Comes After der 9. Staffel zu hören).
Der Gitarrist und Sänger Jack Hues brachte 1995 zusammen mit dem Genesis-Keyboarder Tony Banks zwischenzeitlich das musikalische Projekt Strictly Inc. auf den Markt.

## Diskografie

### Studioalben
| Jahr | Titel                   | Höchstplatzierung, Gesamtwochen, AuszeichnungChartplatzierungen (Jahr, Titel, Platzierungen, Wochen, Auszeichnungen, Anmerkungen) | Höchstplatzierung, Gesamtwochen, AuszeichnungChartplatzierungen (Jahr, Titel, Platzierungen, Wochen, Auszeichnungen, Anmerkungen) | Höchstplatzierung, Gesamtwochen, AuszeichnungChartplatzierungen (Jahr, Titel, Platzierungen, Wochen, Auszeichnungen, Anmerkungen) | Höchstplatzierung, Gesamtwochen, AuszeichnungChartplatzierungen (Jahr, Titel, Platzierungen, Wochen, Auszeichnungen, Anmerkungen) | Höchstplatzierung, Gesamtwochen, AuszeichnungChartplatzierungen (Jahr, Titel, Platzierungen, Wochen, Auszeichnungen, Anmerkungen) | Anmerkungen                              |
| Jahr | Titel                   | DE | AT | CH | UK | US | Anmerkungen                              |
| ---- | ----------------------- | --- | --- | --- | --- | --- | ---------------------------------------- |
| 1984 | Points on the Curve     | DE34 (11 Wo.)DE | — | — | UK34 (5 Wo.)UK | US30 (37 Wo.)US | Erstveröffentlichung: 16. Januar 1984    |
| 1985 | To Live and Die in L.A. | — | — | — | — | US85 (18 Wo.)US | Erstveröffentlichung: 30. September 1985 |
| 1986 | Mosaic                  | — | — | — | — | US41 Gold · (36 Wo.)US | Erstveröffentlichung: 14. Oktober 1986   |
| 1989 | The Warmer Side of Cool | — | — | — | — | US123 (6 Wo.)US | Erstveröffentlichung: 16. Mai 1989       |

Weitere Alben
- 1982: Huang Chung
- 1997: Everybody Wang Chung Tonight: Greatest Hits
- 2002: 20th Century Masters – The Millennium Collection: The Best of
- 2010: Abducted by the 80's
- 2012: Tazer Up!
- 2019: Orchesography

### Singles
| Jahr | Titel Album                                  | Höchstplatzierung, Gesamtwochen, AuszeichnungChartplatzierungen (Jahr, Titel, Album, Platzierungen, Wochen, Auszeichnungen, Anmerkungen) | Höchstplatzierung, Gesamtwochen, AuszeichnungChartplatzierungen (Jahr, Titel, Album, Platzierungen, Wochen, Auszeichnungen, Anmerkungen) | Höchstplatzierung, Gesamtwochen, AuszeichnungChartplatzierungen (Jahr, Titel, Album, Platzierungen, Wochen, Auszeichnungen, Anmerkungen) | Höchstplatzierung, Gesamtwochen, AuszeichnungChartplatzierungen (Jahr, Titel, Album, Platzierungen, Wochen, Auszeichnungen, Anmerkungen) | Höchstplatzierung, Gesamtwochen, AuszeichnungChartplatzierungen (Jahr, Titel, Album, Platzierungen, Wochen, Auszeichnungen, Anmerkungen) | Anmerkungen                          |
| Jahr | Titel Album                                  | DE | AT | CH | UK | US | Anmerkungen                          |
| ---- | -------------------------------------------- | --- | --- | --- | --- | --- | ------------------------------------ |
| 1983 | Don’t Be My Enemy Points on the Curve        | — | — | — | UK92 (1 Wo.)UK | US86 (3 Wo.)US | Erstveröffentlichung: Juli 1983      |
| 1984 | Dance Hall Days Points on the Curve          | DE5 (18 Wo.)DE | — | CH5 (10 Wo.)CH | UK21 Silber · (14 Wo.)UK | US16 (22 Wo.)US | Erstveröffentlichung: Januar 1984    |
| 1984 | Don’t Let Go Points on the Curve             | DE40 (8 Wo.)DE | — | — | UK81 (3 Wo.)UK | US38 (11 Wo.)US | Erstveröffentlichung: Januar 1984    |
| 1984 | Wait Points on the Curve                     | — | — | — | UK87 (3 Wo.)UK | — | Erstveröffentlichung: Juni 1984      |
| 1985 | To Live and Die in L.A.                      | — | — | — | — | US41 (18 Wo.)US | Erstveröffentlichung: September 1985 |
| 1986 | Everybody Have Fun Tonight Mosaic            | — | — | — | UK76 (8 Wo.)UK | US2 (21 Wo.)US | Erstveröffentlichung: September 1986 |
| 1987 | Let’s Go! Mosaic                             | — | — | — | UK81 (5 Wo.)UK | US9 (18 Wo.)US | Erstveröffentlichung: Januar 1987    |
| 1987 | Hypnotize Me Mosaic                          | — | — | — | — | US36 (12 Wo.)US | Erstveröffentlichung: Mai 1987       |
| 1989 | Praying to a New God The Warmer Side of Cool | — | — | — | — | US63 (7 Wo.)US | Erstveröffentlichung: Mai 1989       |

Weitere Singles
- 1980: Isn’t it About Time We Were on TV
- 1980: Stand Still
- 1981: Hold Back the Tears
- 1982: Ti Na Na
- 1982: China
- 1985: Fire in the Twilight
- 1985: Wake Up, Stop Dreaming
- 1986: Triple Shot
- 1989: Dance Hall Days – Revisited
- 1997: Dance Hall Days (’97 Remixes)
- 1997: Space Junk
- 2019: Dance Hall Days (Orchestral Version) mit Prague Philharmonic Orchestra
- 2019: Everybody Have Fun Tonight (Orchestral Version) mit Prague Philharmonic Orchestra